# 법적간주
법적간주(legal fiction)란 영미법내 법률용어로서 법원에 의해 사실로 간주하나 실제로 사실은 아닌 것을 지칭한다. 오래된 규칙의 제약을 피하기 위해 또는 규칙의 혜택을 보기위해 사용된다.

## 같이 보기
- 허구